# The Fighting Odds
Pour plus de détails, voir Fiche technique et Distribution.
The Fighting Odds est un film muet américain réalisé par Allan Dwan et sorti en 1917.

## Synopsis
Mrs. Copley, persuadée que son mari, détenu en prison, est innocent, décide de se mettre à la recherche du véritable coupable.

## Fiche technique
- Titre : The Fighting Odds
- Réalisation : Allan Dwan
- Scénario : Irvin S. Cobb et Roi Cooper Megrue, d'après leur pièce
- Chef opérateur : René Guissart
- Production : Samuel Goldwyn pour Goldwyn Pictures Corporation
- Distribution : Goldwyn Distributing Company
- Genre : Film dramatique
- Durée : 50 minutes
- Date de sortie : 
  - États-Unis : 30 septembre 1917

## Distribution
- William T. Carleton : le district attorney
- Henry Clive : Mr. Copley
- Charles Dalton : John W. Blake
- Maxine Elliott : Mrs. Copley
- Eric Hudson : le détective Butler
- Regan Hughston : Jewett
- George Odell : Egan